# Alsótótfalu község
Alsótótfalu község (románul: Comuna Sârbi) község Bihar megyében, Romániában. Központja Alsótótfalu, beosztott falvai Almásfegyvernek, Borszeg, Kővág, Szarkó, Szóvárhegy, Újfegyvernek.

## Népessége
A 2011-es népszámlálás adatai alapján a község népessége 2609 fő volt.